# Leo Feigin

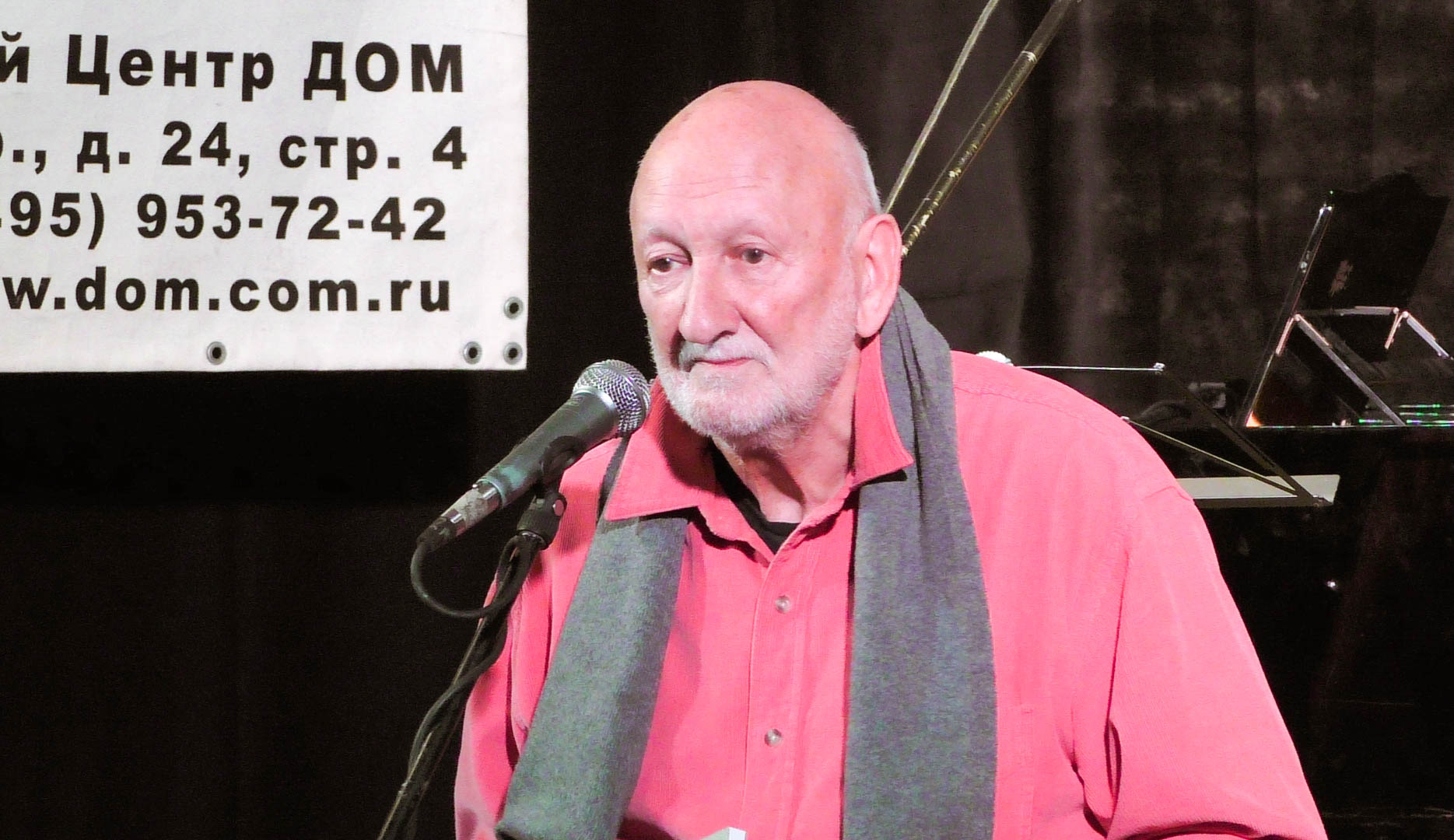
Leo Feigin (2017). Foto: Mark Nakoykher

Leo Feigin (* 1. Februar 1938 in Leningrad) ist ein britischer Musikproduzent und Radiomoderator der BBC sowjetischer Herkunft. Der Gründer von Leo Records ist auch bekannt unter dem Pseudonym Alexei Leonidov.

## Leben und Wirken
Feigin absolvierte 1959 die spätere Universität für Körperkultur, Sport und Gesundheit PF Lesgaft mit einem Master in Sportwissenschaften. 1960 wurde er als Leichtathlet Sportmeister der UdSSR im Hochsprung. 1967 schloss er sein Studium an der philologischen Fakultät des Staatlichen Pädagogischen Instituts A. I. Herzen in Leningrad ab. Dann arbeitete Feigin als Dolmetscher und unterrichtete Englisch am Leningrader Staatlichen Pädagogischen Institut.
Als Fan nahm er 1969 an dem Jazzfestival in Tallinn teil. Dort begegnete er dem amerikanischen Jazzmoderator Willis Conover, dessen Sendungen er kannte. In Feigins Wohnung traf Conover in den nächsten Tagen diverse Jazzmusiker. Auf Druck des KGB musste er die UdSSR verlassen und migrierte 1973 nach Israel. Von 1974 bis 1992 arbeitete er von London aus für die BBC und produzierte und moderierte als Alexei Leonidov Jazzprogramme, die von BBC World Service über Kurzwelle in die UdSSR ausgestrahlt wurden. 1979 gründete er das bis heute bestehende Label Leo Records, auf dem er zunächst Jazz und freie Musik aus der UdSSR veröffentlichte. Mehrfach veranstaltete er in den letzten Jahren das Leo Feigin Festival in Moskau.

## Schriften
- Russian Jazz: New Identity (1985, Quartet Books, London)
- All the Jazz: Autobiography in Anecdotes (2009, Amphora, Moskau)